# Federation of International Polo
Die FIP (Federation of International Polo, dt. „Internationale Polo Föderation“) ist der Weltpoloverband.
Der Verband organisiert verschiedene Polowettbewerbe, darunter die Poloweltmeisterschaft. Derzeitiger Präsident ist der Argentinier Eduardo Huergo. Die FIP ist im Register des Ministerio de Educacion y Cultura (Kultusministerium) in Uruguay eingetragen.

## Aufgaben und Ziele
- Die einzige internationale Autorität für alle Arten Pferde-Polo von Männern, Frauen und Jugendlichen zu sein, einschließlich Polo in allen Formen und Varianten, traditionellem Polo, Schnee-, Strand-, Arena- und Hallenpolo.
- Verbesserung des Images und des Status des Polosports auf internationaler Ebene
- Schaffung, Organisation, Förderung und Durchsetzung von:
  - einem einheitlichen Satz von Regeln für das Polospiel
  - Verfahren für die Durchführung von internationalen Poloturnieren
  - einheitlichen Standardkriterien für das Handicap von Spieler
  - einer internationalen Datenbank mit Spieler-Handicaps.
  - Tagungen, Symposien und Seminare im Zusammenhang mit dem Polosport
- Förderung der internationalen Poloausbildung
- Förderung von internationalen Turnieren
- Rückkehr der Polosports zu den Olympischen Spielen
- Unterstützung der Tätigkeit der nationalen Poloverbände

## Wettbewerbe
Die FIP organisiert u. a. folgende Wettbewerbe:
- Poloweltmeisterschaft
- Poloeuropameisterschaft
- Ambassador Cup

## Geschichte
Die FIP wurde am 25. November 1982 in Buenos Aires gegründet. Als Gründervater gilt der damalige Präsident des argentinischen Poloverbands, Marcos Uranga. Gründungsmitglieder waren die nationalen Poloverbände von Argentinien, Brasilien, Kolumbien, Chile, El Salvador, Frankreich, Italien, Mexiko, Peru, Spanien und Simbabwe.
1998 wurde die FIP vom internationalen Olympischen Komitee anerkannt. Daraufhin trat die FIP der Association of IOC Recognised International Sports Federations (ARISF) und der General Association of International Sports Federations (GAISF) bei, unterzeichnete den World Anti Doping Code der World Anti-Doping Agency (WADA) und unterstellte sich dem Court of Arbitration for Sport, dem Internationalen Sportgerichtshof.
Auf Grund unüberbrückbarer Differenzen zwischen dem FIP-Präsidenten Patrick Guerrand-Hermès und den Führungen der drei größten Poloverbände Asociación Argentina de Polo AAP (Argentinien), United States Polo Association USPA (Vereinigte Staaten) und Hurlingham Polo Association HPA (Vereinigtes Königreich) traten diese am 26. Oktober 2009 (AAP) bzw. am 27. Oktober 2009 (USPA und HPA) aus der FIP aus. Auf einer Krisensitzung am 24. November 2009 in Buenos Aires trat Patrick Guerrand-Hermes als Präsident zurück und die AAP, die USPA und die HPA kehrten in die FIP zurück. Interimspräsident bis zur Neuwahl eines Vorstandes Anfang 2010 wurde James Ashton, bisheriger FIP-Botschafter Australiens. Nachdem James Ashton am 14. Februar 2010 bei einem tragischen Polo-Unfall in Pattaya (Thailand) verstarb, wurde am 9. März 2010 der Argentinier Eduardo Huergo zu seinem Nachfolger ernannt.

## Verbände
Im Jahr 2008 waren 83 Länder als polospielende Nationen anerkannt, darunter 45 nationale Verbände mit voller Mitgliedschaft in der FIP.
| Land                         | Nationalverband                       |
| ---------------------------- | ------------------------------------- |
| Ägypten                      | Egyptian Polo Federation              |
| Argentinien                  | Asociación Argentina de Polo          |
| Australien                   | Australian Polo Council               |
| Bahamas                      | Bahamas Polo Foundation               |
| Barbados                     | Barbados Polo Association             |
| Belgien                      | Belgium Polo Association              |
| Bolivien                     | Bolivia Polo Country                  |
| Brasilien                    | Confederação Brasileira de Polo       |
| Brunei                       | Brunei Equine Association             |
| Chile                        | Federación Chilena de Polo            |
| Volksrepublik China          | Chinese Equestrian Association        |
| Costa Rica                   | Asociacion de Polo de Costa Rica      |
| Deutschland                  | Deutscher Polo Verband                |
| Dominikanische Republik      | Asociacion Dominicana de Polo         |
| Ecuador                      | Quito Polo Club                       |
| El Salvador                  | El Salvador Polo Association          |
| Finnland                     | Suomen Poololiitto                    |
| Frankreich                   | Fédération Française de Polo          |
| Guatemala                    | Asociacion Nacional de Polo           |
| Hongkong                     | Hong Kong Polo Association            |
| Indien                       | Indian Polo Association               |
| Indonesien                   | Indonesia Polo Commission             |
| Iran                         | Iran Polo Federation                  |
| Irland                       | All Ireland Polo Club                 |
| Italien                      | Federazione Italiana Sport Equestri   |
| Jamaika                      | Jamaica Polo Association              |
| Japan                        | Japan Polo Federation                 |
| Jordanien                    | Royal Jordanian Polo Club             |
| Kanada                       | Canadian Polo Association             |
| Kenia                        | Kenya Polo Association                |
| Kolumbien                    | Corporacion Colombian de Polo         |
| Südkorea                     | Polo Country Club                     |
| Libanon                      | Lebanese Polo Committee               |
| Luxemburg                    | Federation Luxenbourgeoise de Polo    |
| Malaysia                     | Royal Malaysian Polo Association      |
| Malta                        | Malta Polo Club                       |
| Marokko                      | Federation Royale Marocaine de Polo   |
| Mexiko                       | Federación Mexicana de Polo           |
| Monaco                       | Monte Carlo Polo Club                 |
| Mongolei                     | Mongolian Polo Federation             |
| Neuseeland                   | New Zealand Polo Association          |
| Nicaragua                    | Asociacion de Polo de Nicaragua       |
| Niederlande                  | Stichting Polo Nederland              |
| Nigeria                      | Nigeria Polo Federation               |
| Oman                         | Royal Oman Polo Club                  |
| Österreich                   | Austrian Polo Association             |
| Pakistan                     | Pakistan Polo Association             |
| Panama                       | Asociacion Panamena de Polo           |
| Paraguay                     | Federación Paraguaya de Polo          |
| Peru                         | Federación Deportiva Peruana de Polo  |
| Philippinen                  | Manila Polo Club                      |
| Polen                        | Polskie Towarzystwo Polo              |
| Puerto Rico                  | Puerto Rico Polo Association          |
| Russland                     | Russian Polo Players Federation       |
| Sambia                       | Zambia Polo Association               |
| San Marino                   | Associazione Polo San Marino          |
| Schweden                     | Swedish Poloforbundeo                 |
| Schweiz                      | Swiss Polo Association                |
| Simbabwe                     | Polo Association of Zimbabwe          |
| Singapur                     | Singapore Polo Club                   |
| Spanien                      | Real Federación Espanola de Polo      |
| Südafrika                    | South African Polo Association (SAPA) |
| Sudan                        | Sudanese Polo Federation              |
| Thailand                     | Thai Polo Association                 |
| Tschechien                   | Ceska Federace Polo                   |
| Tunesien                     | Carthago Polo Club                    |
| Türkei                       | Turkish National Polo Association     |
| Ungarn                       | Hungarian Polo Association            |
| Uruguay                      | Asociacion Uruguaya de Polo           |
| Venezuela                    | Asociacion de Polo de Venezuela       |
| Vereinigte Arabische Emirate | United Arab Emirates Polo Association |
| Vereinigtes Königreich       | Hurlingham Polo Association           |
| Vereinigte Staaten           | United States Polo Association        |
| Zypern                       | Cyprus Polo Association               |

Weitere Verbände, die Mitglied der FIP sind:
| Land   | Nationalverband                   |
| ------ | --------------------------------- |
| Europa | Central European Polo Association |

## Vorsitzende
| Name                    | Herkunftsland | Amtszeit                             |
| ----------------------- | ------------- | ------------------------------------ |
| Marcos Uranga           | Argentinien   | 1982–1992                            |
| Glen Holden             | USA           | 1992–2000                            |
| Patrick Guerrand-Hermes | Frankreich    | 2000 – 24. November 2009             |
| James Ashton            | Australien    | 24. November 2009 – 14. Februar 2010 |
| Eduardo Huergo          | Argentinien   | 9. März 2010 –                       |